# Bom Jesus de Goiás
Pour les articles homonymes, voir Bom Jesus.
Bom Jesus de Goiás est une municipalité du Brésil situé dans l'État de Goiás.